# Draba cusickii
Draba cusickii là một loài thực vật có hoa trong họ Cải. Loài này được C.B.Rob. ex O.E.Schulz mô tả khoa học đầu tiên năm 1927.